# Czerwonka (gromada w powiecie sokólskim)
Czerwonka – dawna gromada, czyli najmniejsza jednostka podziału terytorialnego Polskiej Rzeczypospolitej Ludowej w latach 1954–1972.
Gromady, z gromadzkimi radami narodowymi (GRN) jako organami władzy najniższego stopnia na wsi, funkcjonowały od reformy reorganizującej administrację wiejską przeprowadzonej jesienią 1954 do momentu ich zniesienia z dniem 1 stycznia 1973, tym samym wypierając organizację gminną w latach 1954–1972.
Gromadę Czerwonka z siedzibą GRN w Czerwonce utworzono – jako jedną z 8759 gromad – w powiecie sokólskim w woj. białostockim, na mocy uchwały nr 22/V WRN w Białymstoku z dnia 4 października 1954. W skład jednostki weszły obszary dotychczasowych gromad Czerwonka, Chlewisk, Brukowo, Zgierszczańskie, Morgi i Bachmackie ze zniesionej gminy Suchowola w tymże powiecie. Dla gromady ustalono 10 członków gromadzkiej rady narodowej.
31 grudnia 1959 gromadę Czerwonka zniesiono, włączając ją do gromad Suchowola (wsie Brukowo, Chlewisk Górny i Chlewisk Dolny oraz kolonię Zgierszczańskie) i Wólka (wsie Czerwonka i Morgi, kolonię Bachmackie oraz obszar lasów państwowych N-ctwa Kumiałka obejmujący oddziały 98—103).